# Ч'єрна Легота (округ Бановці-над-Бебравою)
Ч'є́рна Лего́та — село в окрузі Бановці-над-Бебравою Банськобистрицького краю Словаччини. Станом на грудень 2015 року в селі проживало 114 людей.

## Населення
| Рік:            | 1994. | 2004.    | 2014.    | 2024.   |
| --------------- | ----- | -------- | -------- | ------- |
| Кількість осіб: | 192   | 151      | 110      | 110     |
| Різниця:        |       | -21,35 % | -27,15 % | -1,42 % |

| Рік:            | 2023. | 2024.   |
| --------------- | ----- | ------- |
| Кількість осіб: | 112   | 110     |
| Різниця:        |       | -1,78 % |